# Pakistan Ordnance Factories
La société des Pakistan Ordnance Factories (Manufactures militaires du Pakistan) ou POF, créés en 1951, ont pour but de fournir ses principaux armements à l'Armée pakistanaise. Son siège social et sa principale usine est située à Wah. La société des Pakistan Ordnance Factories opère sous l'autorité du ministère de la défense Pakistanais.

## Histoire
Sous le Raj britannique, les forces armées britanniques construisent 16 usines d'armement au Pakistan pour bénéficier d'un approvisionnement local. Après l'indépendance, les 16 usines tombent sous l'autorité de l'Inde, le Pakistan ne disposant des structures administratives nécessaires à la gestion de ces sites.
Cette usine fut la cible d'un attentat le 21 août 2009 (voir l'article en anglais).
En 2016, la POF multiplie par trois ses exports pour atteindre les $100 millions, l'Arabie saoudite représentant sa plus grosse commande de l'année,.
En février 2017, la POF et le fabricant d'armes italien Beretta signent un accord ouvrant le marché pakistanais au producteur italien. Le même mois, la POF annonce son entrée sur le marché des Émirats arabes unis, une opération qui devrait doubler son volume d'activité.

## Activités
Les activités de la société des Pakistan Ordnance Factories visent à fournir l'armée pakistanaise en armes, à exporter les surplus de production, et à optimiser la gestion de ses sites de production. La POF produit de l'artillerie légère à lourde, des munitions, des bombes et des grenades, du propergol, des explosifs, du textile et du plastique. La POF dispose de 14 usines et de 3 filales commerciales.

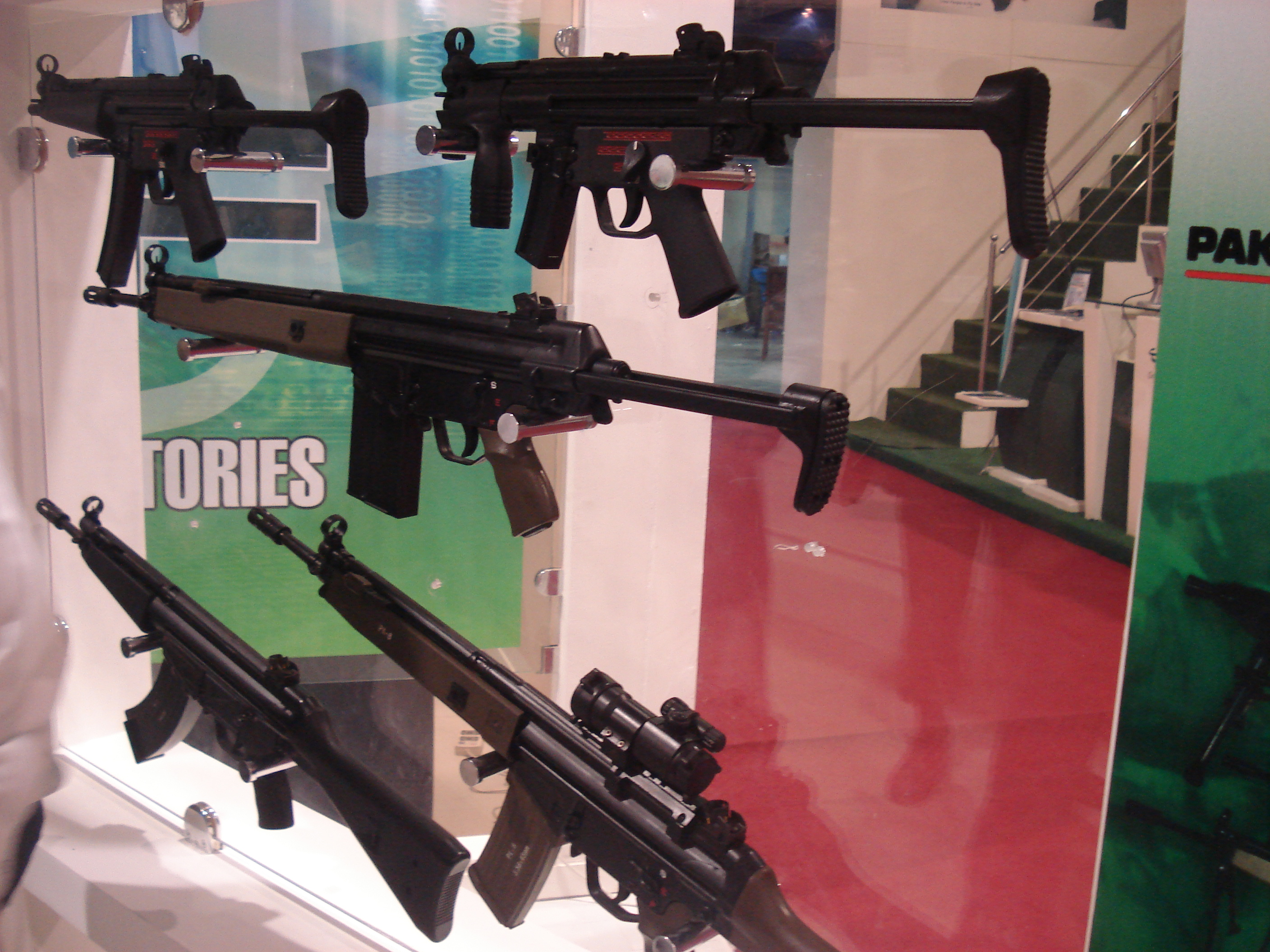
Quelques armes de guerre produites sous licence allemandes par les POF : HK MP5K &MP5A5 (en hautt), HK G3A4 (au milieu) et HK 33 (en bas à droite). Le PK7 (en bas à gauche) est une synthèse des MP5 et HK 32.

La société regroupe 12 filiales évoluant dans des secteurs liés à l'armement, mais ciblant également le marché civil : Wah Industries, Wah Brass Mill, Wah Nobel Acetates, Welfare Packages Factory, Wah Nobel Chemicals, Wah Nobel Detonators, Wah Nobel, Hi-Tech Plastic, Shot Gun Ammunition Factory, Packaging Factory, Wah Gezhouba, Wah Construction.